# Jack Stacey
Jack William Stacey, född 6 april 1996, är en engelsk fotbollsspelare som spelar för Norwich City.

## Karriär
Den 8 juli 2019 värvades Stacey av Bournemouth, där han skrev på ett fyraårskontrakt. Den 31 maj 2023 värvades Stacey av Norwich City, där han skrev på ett treårskontrakt.